# Spinus
Spinus es un género de aves paseriformes perteneciente a la familia Fringillidae. Las especies de este género se distribuyen principalmente por América, aunque también están presentes en Eurasia. Se les conoce comúnmente como jilgueros o luganos.
Tradicionalmente las especies de este género se clasificaban dentro del género Carduelis. Se ha propuesto la división de este género en tres: Spinus, Astragalinus y Sporagra.
Tiene descritas veinte especies:
- Jilguero tibetano (Spinus thibetanus) - Nepal, suroeste de China y norte de Birmania.
- Jilguero de Lawrence (Spinus lawrencei) - sur de Estados Unidos.
- Jilguero yanqui (Spinus tristis) - mayor parte de Norteamérica.
- Jilguero menor (Spinus psaltria) - de la zona central de Estados Unidos al norte de Perú.
- Jilguero lugano (Spinus spinus) - mayor parte de Eurasia.
- Jilguero antillano (Spinus dominicensis) - zonas de montaña de la isla de la Española.
- Jilguero de los pinos (Spinus pinus) - Norteamérica y América Central hasta Guatemala.
- Jilguero capirotado (Spinus atriceps) - Sur de México y oeste de Guatemala.
- Jilguero cabecinegro (Spinus notatus) - de México a Nicaragua.
- Jilguero golinegro (Spinus barbatus) - Sur de Chile y Argentina.
- Jilguero ventriamarillo (Spinus xanthogastrus) - de Costa Rica al norte de Bolivia.
- Jilguero oliváceo (Spinus olivaceus) - vertiente oriental de los Andes de Perú, Ecuador y Bolivia.
- Jilguero encapuchado (Spinus magellanicus) - mayor parte de Sudamérica.
- Jilguero azafranado (Spinus siemiradzkii) - Suroeste de Ecuador y noroeste de Perú.
- Jilguero cariamarillo (Spinus yarrellii) - Norte de Venezuela y Brasil.
- Jilguero rojo (Spinus cucullatus) - Norte de Colombia y Venezuela.
- Jilguero negro (Spinus atratus) - Andes del centro de Sudamérica.
- Jilguero cordillerano (Spinus uropygialis) - Andes del centro de Sudamérica.
- Jilguero piquigrueso (Spinus crassirostris) - Andes del centro de Sudamérica.
- Jilguero andino (Spinus spinescens) - Andes de Colombia, Venezuela y norte de Ecuador.